# Кузнецов, Сергей Юрьевич
Сергей Юрьевич Кузнецов (род. 1966) — российский писатель, журналист, предприниматель.

## Биография
Сергей Кузнецов родился в Москве в семье известного химика Юрия Кузнецова и преподавателя французского языка и литературы Галины Кузнецовой.
В 1983 году окончил школу № 2 в Москве, в 1988 году — химический факультет МГУ.
В 1990-е гг. Сергей Кузнецов занимался филологической работой: писал монографию о поэтике Иосифа Бродского, изучал творчество Томаса Пинчона, переводил Стивена Кинга и Сьюзен Зонтаг, публиковался в толстых журналах. С 1996 года писал о кино и литературе для многочисленных бумажных и сетевых СМИ.
В 2001 году был награждён Knight Fellowship Стэнфордского университета и провёл год в Калифорнии.
После возвращения в Россию в 2002 году сочетал писательскую, предпринимательскую и журналистскую деятельность.
Член Союза кинематографистов России и ПЕН-клуба.
С 2013 года живёт с семьей в Париже.

### Личная жизнь
Первая жена — Инна Кузнецова (1987—1993), вторая — психолог Екатерина Кадиева (1995 — по настоящее время). У него трое детей: Екатерина (1987), Анна (1996), Даниил (2001).

## Общественная позиция
В 2013 году записал для проекта «Против гомофобии» видеообращение с протестом против закона о гей-пропаганде.
В марте 2014 году подписал письмо «Мы с Вами!» «КиноСоюза» в поддержку Украины
В 2022 году неоднократно выступал против войны, развязанной РФ, и выражал поддержку Украине, в том числе подписал письмо в Le Monde  и выступил с заявлениями в интернете.
В качестве основателя школы Le Sallay Academy и лагеря Марабу Сергей предоставляет стипендии для бесплатного обучения и отдыха детей украинских беженцев.

## Литературная деятельность
Литературным дебютом Сергея Кузнецова стала детективная трилогия «Девяностые: сказка». Первый крупный успех — опубликованный в 2004 году совместно с Линор Горалик футурологический роман «Нет», который был выдвинут на соискание премии «Национальный бестселлер».
В дальнейшем работы Сергея Кузнецова тоже получали благожелательные отзывы критиков и неоднократно номинировались на различные литературные премии. Так, книга «Живые и взрослые» получила премию «Итоги 2011» журнала «Мир фантастики» в номинации «Мистика и хоррор», а роман «Хоровод воды» вошел в шорт-лист премии «Большая книга». Критики описывали его как «глубоко традиционный и в то же время совершенно новаторский по форме»

В марте 2016 года вышел роман Сергея Кузнецова «Калейдоскоп. Расходные материалы», на сегодняшний день — самое значительное его произведение. Он вошёл в лонг-листы большинства литературных премий («Национальный бестселлер», «Русский Букер», «Большая Книга», «Ясная поляна»), а также в шорт-лист премий «Студенческий Букер-2016», НОС и «Новые горизонты». Роман был высоко оценён критикой:
В своем “Калейдоскопе” Кузнецов предлагает, по сути, пересборку модели исторического повествования, которое русской культуре заменяет хребет. Здесь люди ценны не потому, что связаны с большими потоками предвечных смыслов, а потому, что они люди.

В 2017 году увидел свет роман Сергея Кузнецова «Учитель Дымов», который критики назвали семейной сагой:
Семейная сага — иначе и не скажешь. Сменяются поколения одного рода, утекают десятилетия… Используя исторический материал, сегодняшние писатели чаще всего обращаются к первой половине XX века — Сергей Кузнецов в романе «Учитель Дымов», вскользь упомянув о репрессиях 1930-х и Великой Отечественной войне, не спеша проведет своих персонажей через вторую половину ушедшего столетия и расстанется с ними только в 2014-м.
Вышедшая в 2018 году трилогия «Живые и взрослые» вошла в шорт-лист премии «Новые горизонты».
Книги Сергея Кузнецова многократно переводились на иностранные языки. Роман «Шкурка бабочки» опубликован на английском, французском, немецком, польском, венгерском, чешском, словацком, сербском и голландском языках. Роман «Хоровод воды» опубликован на арабском и английском языке.

## Журналистская деятельность
В девяностые годы Сергей Кузнецов принял участие в формировании новой российской журналистики, концентрируясь на темах, связанных с кино и литературой. Он публиковался в газетах «Ведомости», «Сегодня», «КоммерсантЪ», «Русский телеграф», журналах «Птюч», «ОМ», «Premiere», «Harper’s Bazaar», «Vogue», «Сеанс» и других.

Он также участвовал в многочисленных интернет-проектах, в том числе «Лента.ру», «Газета.ру», «Поле.ру» и «Zhurnal.ru», став
одним из «отцов основателей» сетевой журналистики… одним из тех, кто давал имена, и он имеет право говорить от имени определённого поколения интеллектуалов (программистов, филологов, журналистов и писателей), точнее, части его, претендовавшей на роль новой интеллектуальной элиты или как минимум на статус самой продвинутой части этого поколения.
Избранные статьи этого периода легли в основу вышедшей в 2004 году документальной книги «Ощупывая слона. Заметки по истории русского Интернета».
В 2006 году основал и возглавил проект «Букник» — ежедневно обновляемый сайт, посвящённый популяризации еврейской культуры (с 2007 по 2013 год по его материалам также выходило бумажное ежеквартальное издание «Букник ридер»). В 2011 году, как главный редактор проекта, получил премию Федерации еврейских общин России «Человек года-5771» в номинации «журналистика».
В 2010ые эпизодически публиковал колонки в американской периодике, в частности — в газете The New York Times

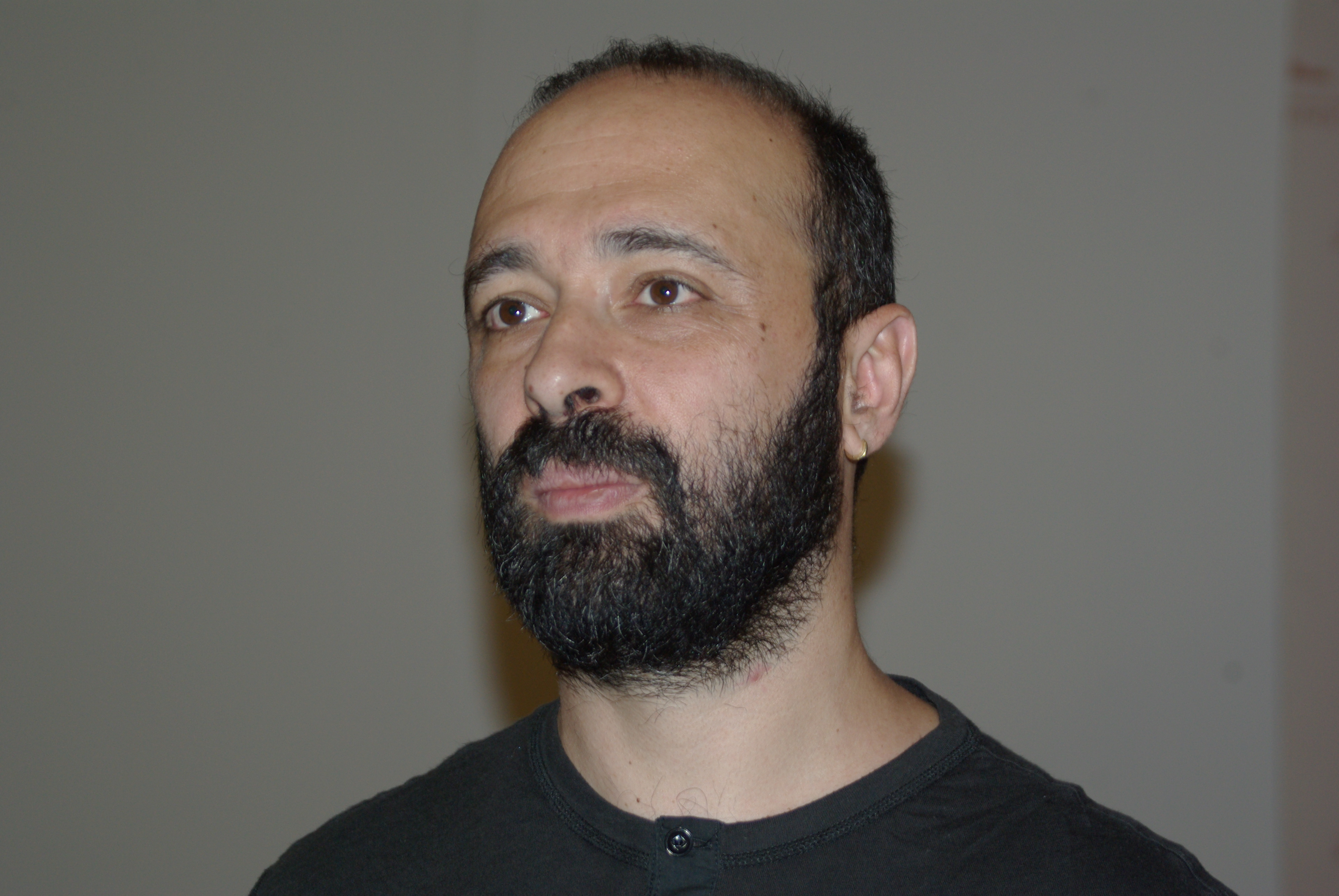
Кузнецов на 6 Московском международном открытом книжном фестивале, 2011

## Кинематографическая деятельность
Снимался в роли доктора в фильме Анастасии Белокуровой «Чёрный таксист»

## Предпринимательская деятельность
В 2004 году Сергей Кузнецов основал агентство SKCG (до 2010 года — Sergey Kuznetsov Content Group), которое специализируется на крупных контент-проектах, интерактивном маркетинге и культурных проектах. Филиалы компании работали в Киеве, Париже и США. Среди клиентов агентства — реалити-шоу «Дом-2», Nike, Audi, Nokia, Estée Lauder, Efes, Jeep, Bosch и другие крупные международные и российские компании.
С 2019 года SKCG сконцентрировалась на организации и продвижении различных образовательных и культурных проектов. 
В 2022 году, после начала широкомасштабной войны с Украиной, Сергей Кузнецов свернул все свои бизнес-процессы в России и закрыл SKCG. 

## Образовательная деятельность
В 2014 году совместно с психологом Екатериной Кадиевой основал «умный лагерь „Марабу“»: серию русскоязычных детских образовательных лагерей в Европе. С 2016 года «Марабу» начинает проводить «умные отпуска» для взрослых и летние школы для подростков. В 2019 году программы для взрослых отпочковались от «Марабу» и функционируют под брендом «Шатология». В 2021 году прошел первый лагерь «Марабу» в США.
В 2018 году Сергей вместе с Екатериной запустили международную среднюю школу Le Sallay Academy, основанную на модели сочетания очных сессий и онлайн-занятий. В своей англоязычной публикации Forbes назвал эту школу «первопроходцами в области смешанного образования для детей пред-подросткового возраста».
В 2020 году открылся русский филиал школы, Le Sallay Диалог. С 2022 года эта школа работает как билингвальная школа, готовоящая русскоязычных детей из России и Украины к продолжению образования в международных англоязычных учебных заведениях.